# Кооперативное страхование
В современных российских публикациях термин «кооперативное страхование» может иметь два значения:

1) страховая деятельность кооперативных страховых организаций;

2) вид имущественного страхования, объектом которого являются имущественные интересы кооперативных организаций.
С 1999 по 2012 год на страховом рынке действовала страховая компания «Кооперативное страхование» (ООО, номер в едином реестре страховых организаций — 1069, Новосибирск).
В Российской Федерации до 2021 года могут функционировать сельскохозяйственные страховые кооперативы, после чего сельскохозяйственные страховые кооперативы обязаны получить лицензию на осуществление взаимного страхования или ликвидироваться.

## Кооперативное страхование как деятельность кооперативных страховых организаций (страховых кооперативов)
В зарубежной теории и практике термин «кооперативное страхование» используется для обозначения деятельности, осуществляемой страховыми организациями, имеющими организационно-правовую форму потребительского кооператива (то есть страховыми кооперативами).
На страховых рынках стран с рыночно ориентированной экономикой страховые кооперативные организации занимают определенный сегмент сектора взаимного страхования. Общность интересов страховых кооперативов и обществ взаимного страхования проявляется в создании ими совместных добровольных объединений с целью обмена информацией, защиты общих интересов на международном уровне и осуществления другой подобной деятельности. Такое совместное добровольное объединение Ассоциация взаимных страховых компаний и страховых кооперативов в Европе (AMICE) возникло, например, в январе 2008 г. путём слияния двух организаций -Международной ассоциации взаимных страховых компаний (AISAM) и Ассоциации европейских кооперативов и взаимных страховых компаний (ACME).
В России страховые кооперативы были распространены до 1917 г. В советский период страховые кооперативы постепенно ликвидировались в связи с установлением государственной монополии на страховую деятельность во всех видах и формах. Термин «кооператиное страхование» использовался в период административно-командной экономики в ином значении (см. раздел 2 данной статьи).
Возрождение в современной России кооперативного страхования как деятельности страховых кооперативов связывают с принятием в 1988 г. Закона о кооперации, в соответствии с которым кооперативам и их союзам было разрешено создавать кооперативные страховые учреждения, определять условия, порядок и виды страхования. Первая независимая (негосударственная) страховая компания «АСКО» была создана в 1988 году именно в форме кооператива
, а в 1989 году страховые кооперативы «АСКО», «Центррезерв» и «Прогресс» организовали первый страховой союз - Ассоциацию советских страховых организаций (АССО).
На современном российском страховом рынке страховые кооперативы отсутствуют. Закон Российской Федерации «О сельскохозяйственной кооперации» устанавливает, что порядок образования и деятельности страховых кооперативов должен регулироваться специальными законами, определяющими порядок создания и деятельности именно страховых кооперативов. Пока такой закон не будет принят, в РФ нет достаточных законодательных оснований для существования взаимных страховых организаций, имеющих организационно-правовую форму «потребительский страховой кооператив».
Следует отметить, что, в принципе, действующие российские законодательные акты позволяют отнести страховые кооперативы к взаимным страховым организациям. Например, организационно-правовая форма «потребительский кооператив» относится Гражданским кодексом Российской Федерации к некоммерческим организациям. В п. 1 ст. 116 гл. 4 Гражданского кодекса Российской Федерации «Потребительский кооператив» установлено, что «потребительским кооперативом признается добровольное объединение граждан и юридических лиц на основе членства с целью удовлетворения материальных и иных потребностей участников, осуществляемое путём объединения его членами имущественных паевых взносов». Здесь главная цель объединения граждан и юридических лиц — удовлетворение их потребностей; в случае образования страхового кооператива — это потребность в страховой защите имущественных интересов членов кооператива. В соответствии с законодательством члены любого потребительского кооператива (следовательно, и страхового), так же, как и члены общества взаимного страхования, солидарно несут субсидиарную ответственность по обязательствам кооператива в пределах невнесенной части дополнительного взноса каждого члена кооператива.
Порядок управления потребительским кооперативом, состав и компетенции органов управления кооперативом определяются его уставом, следовательно, может быть установлен порядок управления, идентичный порядку управления обществом взаимного страхования.
В соответствии с российским законодательством отличия потребительского кооператива от общества взаимного страхования состоят в том, что кооператив создается на основе объединения его членами имущественных паевых взносов; имущество кооператива разделено на паи и доходы. В обществе взаимного страхования имущество не разделяется на доли. Кроме того, п.5 ст.116 Гражданского кодекса Российской Федерации устанавливает, что доходы, полученные потребительским кооперативом от предпринимательской деятельности, осуществляемой кооперативом в соответствии с законом и уставом, распределяются между его членами.
Таким образом, отличия таких организационно-правовых форм, как общество взаимного страхования и потребительский кооператив (при осуществлении им страхования своих членов) связаны не с методом создания страховых продуктов, а с разделением или отсутствием разделения капитала этих организаций на доли, а также с объемом прав членов каждой из этих организаций на получение выплат иных, чем страховое возмещение.
Важно то, что и в ОВС, и в потребительском кооперативе получение прибыли не является основной целью. Члены страхового кооператива, как и члены ОВС, объединяются для обеспечения страховой защиты своих имущественных интересов.
Однако положения закона РФ «О взаимном страховании» допускает существование только одной организационно-правовой формы страховщика, осуществляющего взаимное страхование — общество взаимного страхования.

## Кооперативное страхование как страхование имущественных интересов кооперативных организаций
Второе значение термина «кооперативное страхование» — страхование имущественных интересов кооперативных организаций.
Данное значение было сформировано и широко использовалось в отечественной науке и практике в 20-х годах XX в. вплоть до 1931 г., то есть в тот период, когда российским кооперативным организациям было разрешено страховать своё имущество на взаимной основе. После ликвидации в директивном порядке «остатков кооперативного страхования для имущества потребительской кооперации», понятие «кооперативное страхование» сохранилось в значении «страхование имущественных интересов кооперативных организаций» и в этом смысле использовалось в течение последующих десятилетий. При этом оно рассматривалось как разновидность взаимного страхования.
Следует отметить, что в таком значении термин «кооперативное» определяет специфику не страховщика, а организационно-правовой формы страхователей, осуществляющих страхование своих имущественных интересов на основе метода взаимного страхования. В таком значении данное понятие не отражает специфику страхового кооператива как одной из организационно-правовых форм, свойственных взаимным страховым организациям.
Кроме того, данное значение не соответствует принятому международному пониманию данного термина.